# 張漢賢
張漢賢（英語：Dickson Cheung Hon-yin，1973年6月18日—2020年5月20日）是已故香港本土主義社運人士，曾創辦香港人主場和香港人優先等社運組織。其於大埔區長大，曾在香港理工大學就讀，但未畢業，於2005年擔任民主黨北區區議員黃成智的助理，曾來轉投公民黨新界北支部，其後退黨，後曾因參與社運而逃亡至台灣。

## 私人生活

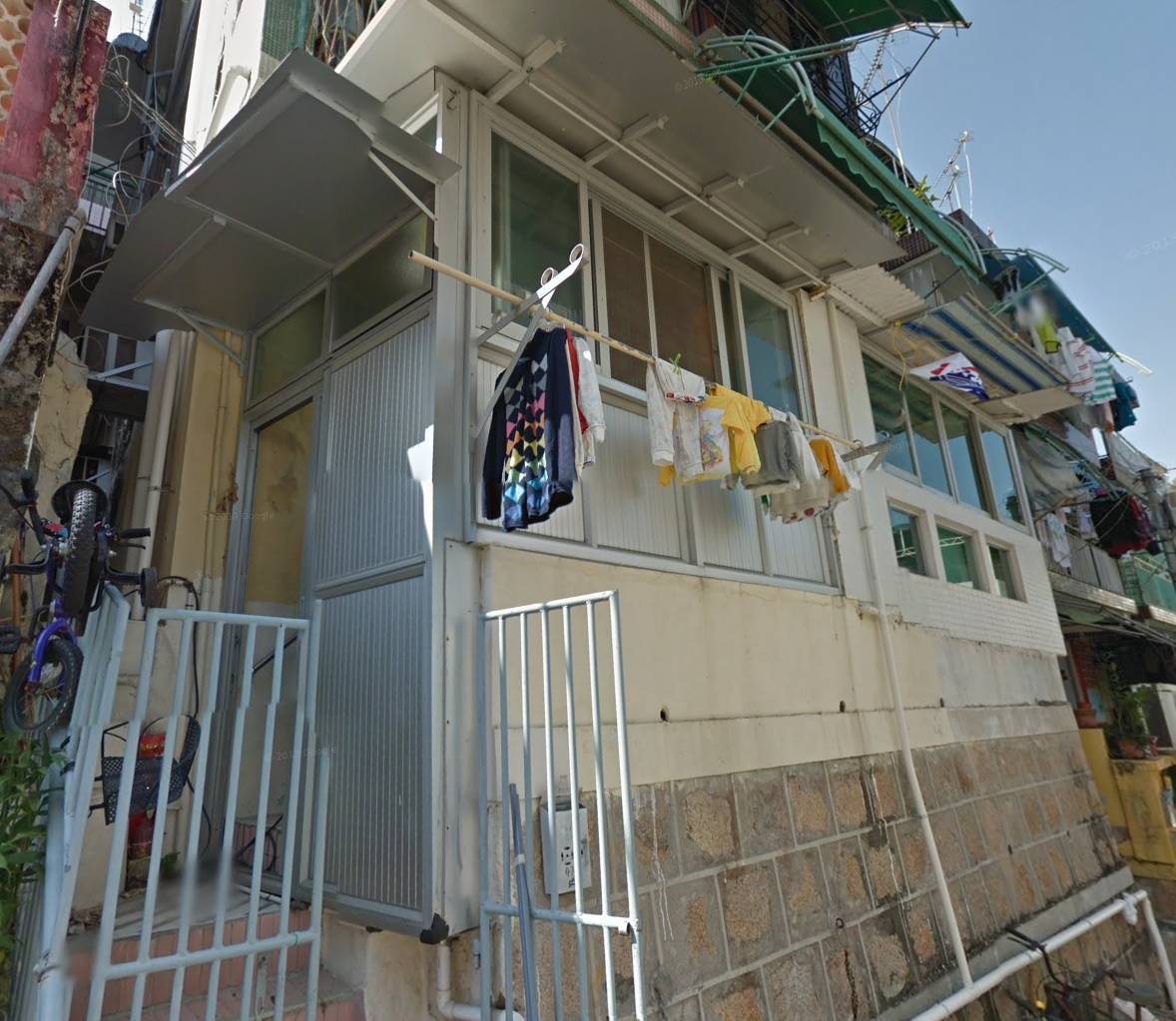
張漢賢於長洲龍仔村的物業

張漢賢曾經就讀於香港理工大學，但未畢業，已婚，並育有兩名女兒。熱衷於網上論壇，曾使用網名：第一武神、萬歲爺、張翼德、楊炬仁及男朋友等。張身型較為肥胖並患有嚴重心臟病，其心臟功能只有正常人的百分之二十，曾居於長洲一個500呎的大單位。因他的心臟病令其不能夠正常工作，所以張漢賢曾領取每月接近三萬港元的傷殘綜援以維持生活。

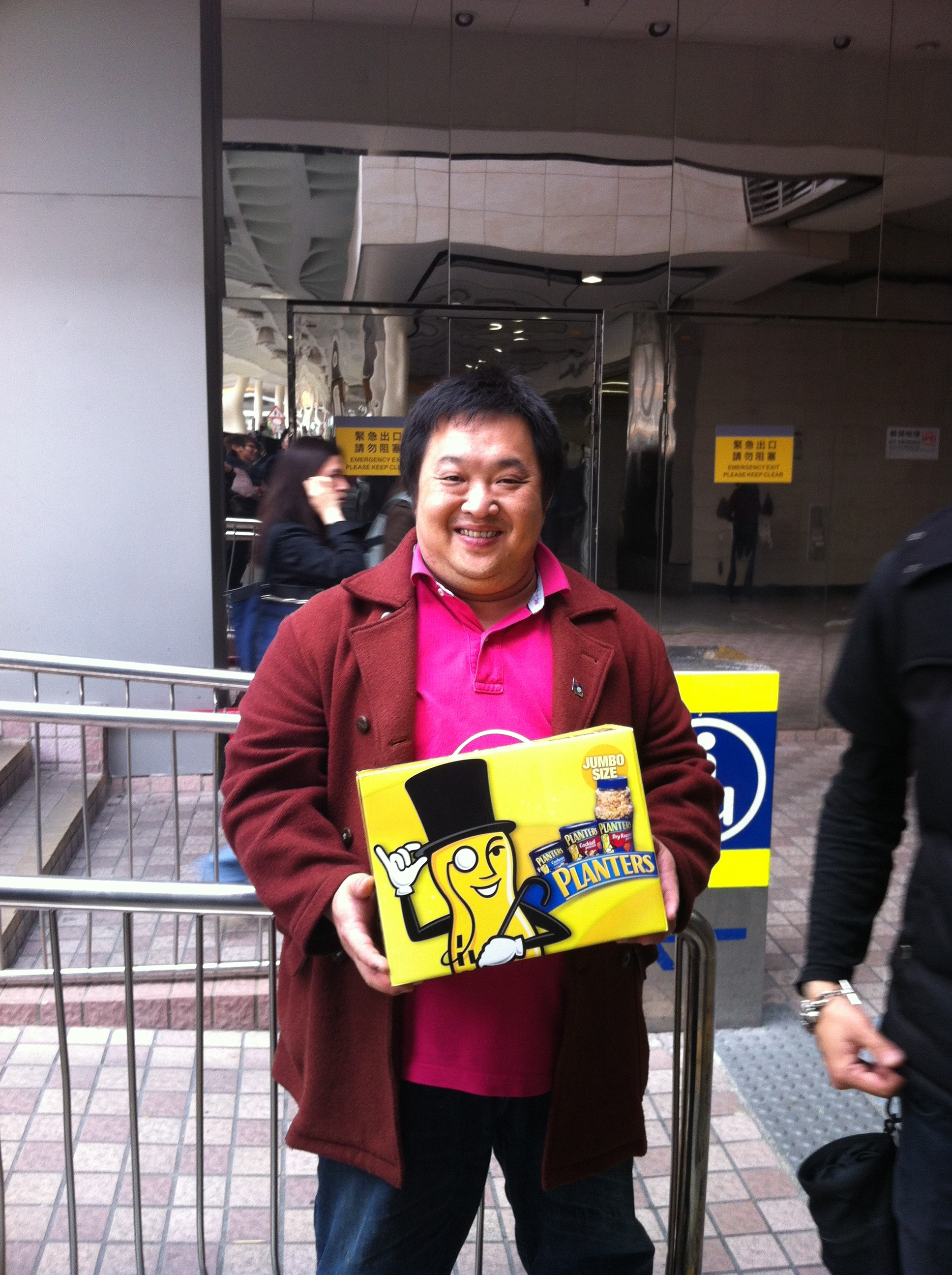
張漢賢在旺角參加集會

## 公職服務

### 2004年
- 2004年，張漢賢為民主黨北區區議員黃成智之助理[7]。

### 2005年
- 2005年，張漢賢為「香港討論區」網上討論區新聞版負責人。但因其帳號「第一武神」[3]被「香港討論區」封鎖帳號，張漢賢在2006年開立「壹線牽」網上討論區並且成為論壇壇主[8]。
- 2005年，張漢賢為民主黨北區區議員余智成的議員助理，但因民主黨黃成智的賣車事件未能成為民主黨黨員[9]。

### 2008年
- 2008年，張漢賢出任廣州市海珠區國家稅務局主任科員，任職時間從2008年2月18日開始[10]。

### 2010年
- 2010年，張漢賢為公民黨新界東支部普通黨員[11]。

### 2012年
- 2012年中，張漢賢是Facebook組織「我哋係香港人，唔係中國人」發起人，但因與發言人陳梓進想法相違背[12]及與不少群組成員有錢銀瓜葛[13]，張漢賢於2012年3月份退出。張漢賢並且另外創立「香港人優先」及「香港人主場」。
- 2012年末，張漢賢是Facebook組織民主倒梁力量的成員。但因為在2013年首，張漢賢被陳梓進指出其誠信問題，及後被公民黨禠奪其普通黨員黨籍，被民主倒梁力量成員通過禠奪其成員資格。
- 2013年，張漢賢另外創立Facebook組織「香港人優先」及「香港人主場」，現與招顯聰（英語：Billy）同為Facebook組織「香港人優先」及「香港人主場」的召集人[14]。

### 2014年
- 2014年2月17日，大公報指出，張漢賢在中國深圳經營非法殯儀法事業務。記者稱張漢賢遙控一批喃嘸道士在深圳提供殯儀法事業務，並在香港偷運花牌到深圳。新聞記者稱聽到張漢賢在銅鑼灣街頭高聲講電話說：「花牌過唔到關，就拆散分批過啦，唔好同班師傅（喃嘸道士）一齊過呀，否則連師傅都被公安扣留就麻煩了。你今晚在深圳做完法事，過完關回到香港再找我商量吧！」證明張漢賢在經營殯儀法事業務[15]。
- 張漢賢接受訪問時表示，已經以個人名義正式申請法援入稟，要求法庭禁制潮聯的小巴在旺角通菜街及旺角道一帶違例泊車，阻塞道路[16]。

### 2015年
參與「全國獨立黨」的宣傳活動，其後「全國獨立黨」的主要成員被捕，但是由於張漢賢沒有參與製造任何爆炸品，所以沒有被警方拘捕或起訴。

### 2016年
- 2016年4月17日，張漢賢出席空中服務員總工會在機場1號客運大樓入境大堂靜坐集會。

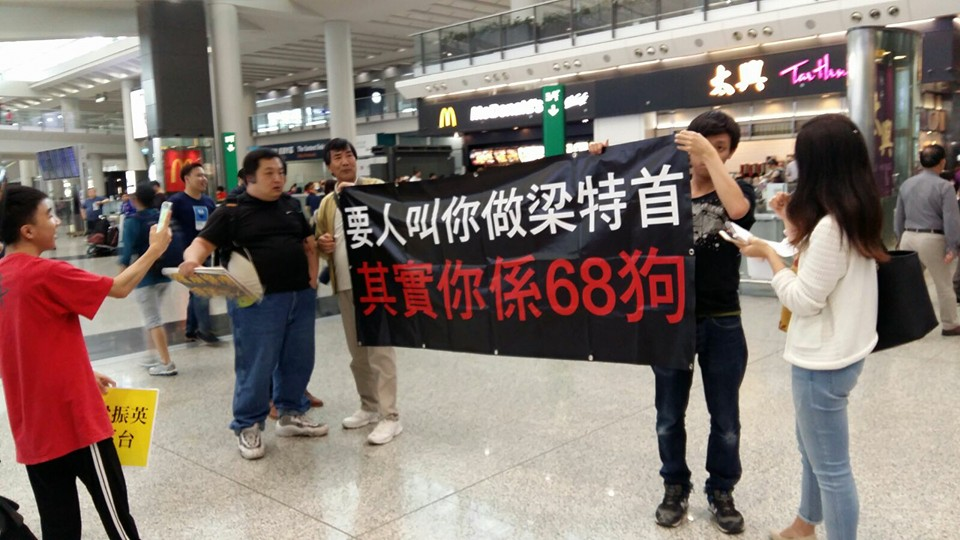
張漢賢出席空中服務員總工會在機場1號客運大樓入境大堂靜坐集會。

- 2016年，游蕙禎秘密赴台返港後，張漢賢于本週三駕駛黑色平治接載遊蕙禎往銀行處理帳户[17]。

## 街頭遇襲
- 2004年香港立法會選舉進入倒數第三天時黃成智與民主黨主席楊森及張漢賢，在上水站對開行人天橋拉票時，遭一名中年漢滋擾，黃成智與助選成員張漢賢勸阻時被人襲擊受傷[7]。
- 2012年，「我哋係香港人，不是中國人」組織展示以港英旗為背景的示威橫額，揶揄遊行人士收錢上街，一名中年漢上前搶奪，該組織召集人張漢賢奪回橫額時發生推撞，中年漢揮拳打向張漢賢下巴[18]。
- 2014年，張漢賢「香港人優先」成員位於長洲龍仔村的住所外牆，昨午2時許被人用紅漆油噴寫一個「狗」字，有侮辱成份；報警後，警方列作刑事毀壞案處理[18]。

## 被捕帶署

### 2013年
- 2013年12月26日，張漢賢擅自闖入中環軍營的解放軍部隊總部，觸犯《公安條例》第245章第38條，在無許可證情況下進入香港駐軍禁區。張漢賢及招顯聰正被扣留調查[19]。張漢賢表示，他們後悔無再進一步衝入軍營，判罰款2000元[20]。

### 2014年
- 2014年6月6日，張漢賢參與反新界東北撥款示威，期間與立法會保安推撞，立法會秘書處最後報警處理。張被警方以涉嫌「阻礙立法會職員執行職務」拘捕[21]。時任熱血公民領袖黃洋達替其支付保釋金[22]。
- 2014年9月20日，張漢賢被控於6月6日違反立法會行政指令[23]罪名成立[24]判監1星期[25]。
- 2014年10月15日，因衝出金鐘龍和道被警方被扣留調查。

### 2018年
- 2018年9月， 張漢賢一直缺席上訴聆訊官發拘捕令，控方透露張漢賢因他在台灣中暑需留院，故未能出庭。法官押後處理張的聆訊，惟張一直未有現身，法官遂發出拘捕令，但批准張繼續保釋[26]。

### 2020年
- 2020年5月，「香港革命頻道」facebook專頁指張漢賢於台灣因非禮一名香港女性抗爭者而被收容。2019年12月8日起至12月27日遭受收容，12月27日期滿當日遣送出境返回香港，雖台北地檢署於2020年2月27日以不起訴處分偵結，但人已經被遣送出境。

## 在臺灣的情況

### 2014年
- 2014年11月，張漢賢與香港人優先成員在中國國民黨成員張尚明的安排下，一行人到台北市拜會國民黨台北市市長參選人連勝文，希望在國民黨的支持下以國民黨的名義參選2015年香港區議會選舉，是次見面加深了國民黨與張漢賢的了解，在2014年11月29日張漢賢與張尚明還為連勝文站台支持他成為台北市市長。為了感謝張漢賢與張尚明，國民黨還在北投的北投麗禧溫泉酒店宴請張漢賢與香港人優先等人。

### 2019年
- 2019年12月，張漢賢去年底來台期間，被2名在香港就讀大學的女學生指控，張邀請2人來台協助在台灣被性侵的香港女子，卻要她們假冒是性侵害的被害人，還趁機撫摸大腿、摟腰，甚至趁機將2人的頭埋在他的懷裡，用他的大肚腩不斷揉搓2人的頭部，讓她們覺得好噁心，因此對張男提起《性騷擾》告訴[27]。

### 2020年
- 2020年5月，「香港革命頻道」facebook專頁指張漢賢於台灣因非禮一名香港女性抗爭者而被判入獄兩星期，3月出獄後被遣返香港，於同年5月20日因心臟病發，被送往仁濟醫院，在當天下午三時許逝世[28]。2021年2月22日，在張漢賢被控違反立法會指令的上訴聆訊中，控方證實其逝世消息[29]。

## 語錄
- 馬撚（警民關係組馬耀祖）都要怕我三分！
- 要不是有我陳梓進都上唔到電視，我係佢師父！
- 我一個電話林國安都要收皮。
- 中共會係年內解體！
- 中國農業銀行好快倒閉。

## 爭議

### 壹線牽論壇
在2005年，張漢賢以第一武神網名於「香港討論區」流連，對外，張漢賢自稱為「香港討論區」新聞版負責人，其後，張漢賢被「香港討論區」封鎖帳號，並且開立「壹線牽」討論區，聚集一群網友，將「香港討論區」的部份會員移到「壹線牽」討論區。討論區運作初期，張有舉辦單身貴族夜，卻對部份網友訛稱，是「民主派網友」聚會，意圖吸引網友參加，之後張認識了幾名網友，見面數次之後，張提議將網站註冊成為社團，他表示，成為社團之後便可收取捐款及在討論區賣廣告，如果網友可以合資辦好討論區，賺錢就可以分享。
在2006年七一遊行，張漢賢用「壹線牽」討論區名義動員參加七一，最後只有數位出現，張漢賢在遊行開始的時候，張漢賢拿出一個透明的籌款箱籌款，最後籌得港幣20圓，但籌款箱由張漢賢取走，下落不明，張漢賢亦沒有在論壇提及過曾收捐款的事。其後張漢賢多次向幾位網友用不同原因(包括社團註冊費、維護伺服器費用...)收取數百至數千的費用，除因「壹線牽」討論區的原因，張亦曾用個人原因向網友借貸(原因是戶口被銀行涷結，幾天後可以清還)，最後被網友窮追不捨之後，但最後張漢賢卻沒有清還借貸。

### 黃成智賣車
在2004年張漢賢曾經使用不合法手段取得民主黨黃成智一輛私家車的擁有權，並且把原本是黃成智的私家車賣到中國大陸，因事態嚴重，張漢賢被時任民主黨主席楊森要求離開民主黨。以後都不再接受張漢賢申請成為民主黨員。

### 糖水舖事件
張漢賢曾在2010年夏季時分，在上水新祥街3號地下開設糖水舖名為「糖太宗」，但因經營不善欠下巨債，為了令自己能夠取回本金，張漢賢向游說兩位公民黨新界東黨員注資「糖太宗」，但當張漢賢取得兩位投資者注資了近八十多萬港元後即告失蹤，同時搬離在上水的居所。最後經過幾年時間兩位投資者才能在長洲找到它的蹤影，但張漢賢聲稱所注資近八十多萬港已經用完，現在的張漢賢只能靠每月接近三萬港元的傷殘公援過活，並稱已經沒有能力償還該等款項。
張在2009年成立兩間公司，一間名為“糖太宗有限公司”，該公司在上水新祥街經營港式甜品店，張為大股東，而其餘五名股東中，其中一人為公民黨成員伍展邦（Gene Bond）律師。伍在中學時期已積极參與社運，是“中學生聯盟”創辦人，他擔任律師後，經常向因示威被捕的社運人士提供支援。但張的甜品店因經營不善在2010年結業。

### 香港人分裂
2013年3月1日，群組內經常充當發言人的陳梓進表示因群組裏「有其他已知不能解決的問題，致未能有效發揮應有力量」，宣布和與另外四名核心成員正式退出群組，另外張漢賢亦宣佈離開，網民大感驚奇。相關報道引述張漢賢表示，陳梓進等人因認為3月3日一踩場活動過激，質疑他們已被滲透，故意製造危機感令想法及行動變得保守，雙方意見不合，他本人亦感意興闌珊，決定退出群組。翌日陳梓進向東周刊指退出是因張漢賢與不少群組成員有錢銀瓜葛，對張漢賢缺乏信心所以決定退出群組。

### 「我哋係香港人，唔係中國人。」被封
張漢賢身為「我哋係香港人，唔係中國人。」和「香港人優先群組」召集人，稱最近群組頻密發表對香港警方執法不公的批判，包括警方對青關會執法不公以及打壓林慧思老師等，還創作一張英文圖片，內容批評警方荒謬，竟然用重案組去調查林老師，結果群組被封。他們準備向議員求助。

### 香港獨立論
2013年10月20日，12萬市民及港視員工前日遊行爭發牌、爭公義，可惜「香港人優先」群組召集人張漢賢命令其群組成員招顯聰，在集會接近尾聲時攞住香港旗衝上台並大叫「香港獨立」言論，最終警方介入帶走踩台人士，先至平息事件。

### 佔領海底隧道
張漢賢正在準備於2014年1月1日，分別在灣仔華潤大廈、灣仔入境處及金鐘政府總部出發，前往海底隧道港島入口，進行佔領行動。

### 硬闖軍營
「香港人優先」四名成員張漢賢、招顯聰、謝詠雯及陳鴻俊去年12月26日手持港香港旗硬闖金鐘威爾斯親王大廈即解放軍駐港部隊總部，案件在2014年1月30日在東區裁判法院提堂，三男一女被告，否認「無許可證進入禁區」罪名。
2014年5月20日，張漢賢、謝詠雯和陳鴻俊從原先否認犯行，改為認罪。

### 假冒法輪功
2014年9月20日，張漢賢穿著仿製的法輪功黃色衣服，拉起攻击法輪功的橫幅，用擴音喇叭對現場的法輪功學員進行騷擾。張漢賢和該批人士當日下午3點到場，一直在現場暗中指揮，他戴著通話器，不時在附近走動打探，全程通話不絕。
法輪功學員劉女士當面質問張漢賢為何冒充法輪功，以及該批人士中為何有其組織成員，他訛稱是「收到料」，宣稱法輪功「內部大分裂」，香港大紀元的高層親自叫他來的。
現場的前民主黨社區幹事林立也即場質問張漢賢為何教唆其成員假扮法輪功學員，張即改變說法，稱是民主黨叫他做的，其後再宣稱是民主黨前立法會議員黃成智指使他做的，稱黃成智收到來自北美的消息，香港法輪功學員內部分裂，要他穿法輪功學員的衣服協助。到大紀元記者向張漢賢詢問時，張再否認之前的說法，稱事件與黃成智無關，要約記者過兩天見面詳談，又辯稱自己也是被人陷害，當時已經勸其他成員離開。但記者現場目擊，參與騷擾的「香港人優先」成員騷擾法輪功2個多小時，將近6時才離開。
前民主黨立法會議員黃成智今日凌晨12時剛下飛機，立即致電回覆大紀元記者澄清，已經許久沒有跟張漢賢聯絡，不知道發生甚麼事。

## 關係

### 與林國安關係
- 張漢賢在2004年，立法會選舉時認識了當時身為民建聯助選團的林國安（現為「香港青年關愛協會主席），他們感情非常深厚，經常一起在上水石湖墟的茶樓見面，討論「香港青年關愛協會」，「香港人優先」及「香港人主場」的行動細節，在大日子前後張漢賢會約有一些在上水的黑幫人士見面討論生意上的問題[40]。

### 與高達斌關係
- 張漢賢在就讀香港理工大學時其與愛港之聲召集人高達斌極之友好，但因在畢業後與高達斌在生意上意見不合，最終交惡。
- 張漢賢在2013年9月在灣仔岀席特首梁振英在灣仔出席地區諮詢會，二人再次碰面， Dickson其後主動邀約飯局，在飯局間張漢賢要求高達斌贊助「香港人優先」及「香港人主場」價買器材，高達斌私下贊助佢五百蚊與張漢賢買喇叭，最終張漢賢收下高達斌的五百蚊[41]。
- 在2013年10月，張漢賢再次主動邀請高達斌一起反對佔領中環行動，張漢賢稱佔中行動猶如向中央妥協，認同一國兩制模式。張漢賢向高達斌說明如果戴耀廷佔領中環，張漢賢及「香港人優先」及「香港人主場」等人就佔領香港海底隧道，宣揚港獨理念[41]。

### 與警方的關係
- 張漢賢與中區警民關係組馬耀祖 (現已升遷為總區) 交情深厚。每當張漢賢有任何示威或衝擊警方行動前，會先通知總區警民關係科馬耀祖其活動詳情，以令其活動在警方的控制下進行。

### 與蔡敏研關係
- 張漢賢是香港嫩模蔡敏研（英語：Charmmy Choi，後改藝名蔡曦瑤）的經理人。2013年4月份，張漢賢曾安排隊蔡敏研用美人針接觸在3月離開「我哋係香港人，唔係中國人。」的前前發言人陳梓進，希望用美人計迫使陳梓進返回「我哋係香港人，唔係中國人。」，使張漢賢能夠繼續用陳梓進的名聲吸引更多人關注「我哋係香港人，唔係中國人。」，但最終失敗。
- 在2013年5月份，張漢賢安排蔡敏研到一間中資的模特兒公司工作。

### 與陳梓進關係
- 2012年7月29日，陳梓進與張漢賢等人成立了我哋係香港人，唔係中國人。網上facebook群組希望集合網民力量，改變香港社會親中的局面。
- 2013年3月1日，在我哋係香港人，唔係中國人。群組內充當發言人的陳梓進表示因群組裏「有其他已知不能解決的問題，致未能有效發揮應有力量」及發現張漢賢在廣州市海珠區國家稅務局工作人，宣佈和與另外四名核心成員正式退出群組。翌日，陳梓進向東周刊指退出是因張漢賢與不少群組成員有錢銀瓜葛，對張漢賢缺乏信心，所以決定退出群組。

### 與張秀賢關係
- 張漢賢曾在2012年學民思潮在公民廣場的集會上稱，時任學民思潮發言人張秀賢為其表哥的兒子。

### 與陳柏豪關係
- 張漢賢現在欠「香港人優先」主席陳柏豪一共9000多元港幣，張漢賢稱已經無力還債，要求陳柏豪申請張漢賢破產。

## 逝世
- 2020年5月20日因心臟病發，被送往仁濟醫院下午三時許逝世。[28][42]

## 外部連結

### Facebook專頁
- 張漢賢 Dickson Cheung的Facebook專頁
- 我哋係香港人，唔係中國人。的Facebook專頁

### Blog
- . Blog.   [2013-06-03]. （原始内容存档于2013年3月12日）.
- . Blog.   [2013-03-07]. （原始内容存档于2013-10-05）.